# 村越潔
村越 潔（むらこし きよし、1929年12月5日 - 2011年8月27日）は、日本の考古学者。弘前大学名誉教授。
北海道北見市出身。生後ほどなく横浜市に移る。日本大学文学部史学科卒。在学中の1953年、登呂遺跡の発掘に参加。新潟県立柏崎高等学校教諭、1958年弘前大学教育学部助手、講師、助教授、78年教授、95年定年退官、名誉教授、青森大学考古学研究所長、社会学部教授。1988年砂沢遺跡で弥生前期水田跡を発見。青森県文化財保護審議会会長。青森市史・浪岡町史編集委員長。

## 著書
- 『円筒土器文化』雄山閣出版 考古学選書 1974
- 『原始時代』北方新社 青森県の文化シリーズ 1975
- 『原始時代の人と生活』北方新社 青森県の文化シリーズ 1977
- 『青森県の原始時代』北方新社 青森県の文化シリーズ 1980
- 『亀ケ岡式遺跡』ニュー・サイエンス社 考古学ライブラリー 1984
- 『青森に考古学を学んで』北方新社 2001

共著
- 『青森県の歴史』長谷川成一,小口雅史,斉藤利男,小岩信竹共著  山川出版社  2000年